# Förmögenhetsbrott
Förmögenhetsbrott, även egendomsbrott, är ett brott som riktar sig mot enskilds egendom.
Exempel på förmögenhetsbrott är stöld, rån, tillgrepp av fortskaffningsmedel, egenmäktigt förfarande, förskingring, utpressning, ocker och häleri.